# Prionus scabripunctatus
Prionus scabripunctatus là một loài bọ cánh cứng trong họ Cerambycidae.